# Аглуллин, Ильдар Рауфович
Ильда́р Рау́фович Аглу́ллин (род. 23 января 1959, с. Черки-Гришино, Буинский район, Татарская АССР) — российский хирург-онколог, доктор медицинских наук (1999), профессор (2002), заслуженный врач Республики Татарстан (2000) и  Российской Федерации (2011) .

## Биография
Родился в семье видного организатора сельскохозяйственного  производства, Героя Социалистического  Труда Р.А. Аглуллина.
Выпускник средней  школы им. М.М.Вахитова г.Буинска (1976). Окончил Казанский государственный  медицинский институт по специальности «Лечебное дело» (1982), интернатуру по онкологии и хирургии в Республиканском клиническом онкологическом диспансере (РКОД) (1983).  В 1983 г. начал работать хирургом в этом диспансере. С 1988 г.   по настоящее  время – заведующий онкологическим (абдоминальным) отделением №3 РКОД. С 1996 г. одновременно преподает в Казанской государственной медицинской академии (с 2016 г. филиал ФГБОУ ДПО  "Российская медицинская академия непрерывного профессионального образования"  Министерства здравоохранения Российской Федерации).  С 2002 г. профессор кафедры онкологии и хирургии (ныне  кафедра онкологии, радиологии и паллиативной медицины). Ведущий российский специалист в области хирургии местнораспространенного  рака.   За время врачебной деятельности провел свыше 30 тыс.  высокотехнологичных и сложных  операций, подготовил большое   количество квалифицированных хирургов-онкологов, работающих в медицинских учреждениях Казани и Татарстана. 

## Научная деятельность
Научная деятельность  И.Р.Аглуллина неразрывно связана с его  врачебной практикой  в РКОД, на начальном этапе осуществляемой под руководством   М.З.Сигала, Р.М. Тазиева и других  видных онкологов  Казани. В 1990-е гг.   им были систематизированы алгоритмы по комплексному лечению  колоректального рака,  рака гастропанкреатодуоденальной   зоны и печени,  внедрена методика резекции и протезирования магистральных сосудов при злокачественном поражении, методика кожно-мышечных пластик на микрососудистой ножке, методика  панкреатодуоденальной резекции при хирургическом лечении злокачественных опухолей гапатобилиарной зоны, методика эвисцерации  и одномоментной  пластики   тазовых органов при  местнораспространенном раке.
Материалы и наблюдения, собранные во время клинической практики, опыт разработки и внедрения собственных оригинальных операционных  методик были обобщены И.Р.Аглуллиным в монографиях, научных статьях, а также в кандидатской и докторской диссертациях, защищенных последовательно в 1998 и 1999 г.: 
·       «Панкреатодуодунальная резекция в хирургическом лечении поражений органов билипанкреатодуоденальной зоны» (1998).
·       «Эвисцерация и одномоментная пластика   тазовых органов при хирургическом лечении местнораспространенного рака» (1999).
Столь сжатые сроки между защитами диссертаций представляют большую редкость, свидетельствуя о научной и практической значимости  исследований И.Р.Аглуллина, их высокой оценке и признании медицинским сообществом.  
И.Р.Аглуллин является членом Правления и Совета Российского общества колоректальных хирургов (в 2013–2016 гг. избирался  Президентом общества); Председателем Общества колопроктологов и руководителем отдела реконструктивной хирургии и реабилитации в онкологии Приволжского филиала ФГБУ «Национальный  медицинский исследовательский          центр онкологии им. Н. Н. Блохина» Минздрава России; членом редколлегии журнала  «Тазовая хирургия и онкология».
Проходил научные стажировки в ведущих онкологических центрах Японии, Франции, Дании. Принимал участие в работе Европейской школы онкологов по раку желудка (1992), раку печени и поджелудочной железы (1993), раку щитовидной железы (2004), раку прямой кишки, участвовал в многочисленных съездах и конгрессах онкологов России, стран СНГ.
Автор более 126 научных работ, в т.ч. 2 монографий, 3 учебных пособий для врачей по хирургическому лечению местнораспространенных форм рака желудочно-кишечного тракта, малого таза, печени, панкреатодуоденальной зоны.  Имеет 10  патентов и авторских свидетельств на изобретения. Под  научным руководством И.Р.Аглуллина защищены 5  кандидатских диссертаций. 

## Награды и звания
- Заслуженный врач Республики Татарстан (2000)
- Заслуженный врач Российской Федерации (2011)
- Отличник здравоохранения Российской Федерации
- Почетный работник здравоохранения Республики Татарстан (2023)
- Медаль в «Память 1000-летия Казани» (2005)
- Медаль ордена «За заслуги  перед Республикой Татарстан» (2019)
- Благодарность Президента Республики Татарстан Р.Н.Минниханова (2014)
- Почетные грамоты Министерств здравоохранения РФ и РТ.
- Государственная премия Республики Татарстан в области науки и техники за работу «Разработка и внедрение фундаментальных и прикладных аспектов первичной профилактики, ранней диагностики и совершенствования методов лечения колоректального рака» (2011)https://president.tatarstan.ru/file/laws/laws/laws_54144.pdf.
- Премия Правительства Российской Федерации «За разработку и внедрение междисциплинарной стратегии в лечении колоректального рака» (2016)